# Thermozodiidae
Thermozodiidae är en familj av djur. Thermozodiidae ingår i ordningen Thermozodia, klassen Mesotardigrada, fylumet Tardigrada och riket djur.
Familjen innehåller bara släktet Thermozodium. Thermozodiidae är enda familjen i ordningen Thermozodia.